# Friedrich Paschen

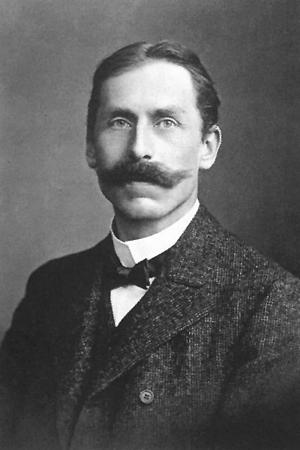
Friedrich Paschen

Louis Karl Heinrich Friedrich Paschen (Schwerin, 22 januari 1865 - Potsdam, 25 februari 1947) was een Duitse natuurkundige. Zijn grootste erkenning behaalde hij met zijn werk op het vlak van elektrische ontladingen en voor de Paschenserie.
De Paschenserie is een set zogenaamde spooklijnen van waterstof die alleen in het infrarode zichtveld observeerbaar zijn. Paschen zag ze in 1908 voor het eerst. Tevens postuleerde hij de 'Wet van Paschen' ( {\displaystyle V=f(pd)} ) in zijn artikel:
- Über die zum Funkenübergang in Luft, Wasserstoff und Kohlensäure bei verschiedenen Drücken erforderliche Potentialdifferenz

## Academisch leven
Paschen studeerde van 1884 tot 1888 aan de Humboldt Universiteit Berlijn en aan de Universiteit van Straatsburg. Daarna werd hij hulpleraar aan de Universiteit van Münster. Hoogleraar werd hij in 1893 aan de Universiteit van Hannover.
In 1901 werd Paschen hoogleraar natuurkunde aan de Universiteit van Tübingen. Hij stond aan het hoofd van het Physikalisch-Technischen Reichsanstalt (1924-1933) en ontving een eredoctoraat van de Humboldt Universiteit in 1925. In 1928 ontving Paschen de Rumford Medal.